# Костомаров, Роман Сергеевич
Роман Сергеевич Костома́ров (род. 8 февраля 1977, Москва) — российский фигурист, выступавший в танцах на льду с Татьяной Навкой. В паре с ней — олимпийский чемпион 2006 года, двукратный чемпион мира, трёхкратный чемпион Европы, трёхкратный победитель финалов Гран-при и трёхкратный чемпион России. Заслуженный мастер спорта России.
В разное время партнёршами Костомарова также были Екатерина Давыдова и Анна Семенович.

## Карьера
Родился 8 февраля 1977 года в Москве. Начал заниматься фигурным катанием в возрасте 9 лет в Ледовом дворце АЗЛК под руководством Лидии Караваевой. С её дочерью, Екатериной Давыдовой, Роман дебютировал на мировом юниорском чемпионате и выступал около 10 лет, выигрывал чемпионат мира среди юниоров (1996 год), становился бронзовым призёром чемпионата России (1997). На зимней Универсиаде они были фаворитами, но не смогли завершить соревнования.
В 1998 году перешёл в группу Натальи Линичук, которая предложила ему встать в пару с Татьяной Навкой. Жил и тренировался новый дуэт в Делавэре (США).
Через год Наталья Линичук посчитала дуэт бесперспективным и предложила Роману новую партнёршу — Анну Семенович. С ней они стали серебряными призёрами чемпионата России 2000 года, но на чемпионате Европы оказались только на 10-м месте, а на мировом первенстве — на 13-м. После этого Костомаров решил возобновить сотрудничество с Татьяной Навкой. Их тренером стал муж Татьяны Александр Жулин.

### Победа на Олимпийских играх в Турине, 2006
К Олимпиаде 2006 года в Турине Навка и Костомаров подошли бесспорными фаворитами: с 2004 года они не проигрывали ни одного старта, всюду брали «золото». Основной упор фигуристы делали на произвольную программу с танцем «Кармен», который был поставлен хореографом Татьяной Дручининой, чемпионкой мира 1987 года по художественной гимнастике. Как признавалась Навка, при подготовке испанского танца её «вдохновлял образ гениальной балерины Майи Плисецкой». Накануне Олимпиады программа была прекрасно принята французской публикой на чемпионате Европы в Лионе. Олимпийский старт не был простым: после обязательного танца лидировали хозяева Олимпиады, чемпионы мира 2001 года Барбара Фузар-Поли и Маурицио Маргальо. В оригинальном танце итальянец допустил грубейшую ошибку, упав при исполнении простого элемента, и россияне вырвались вперёд, с отрывом менее чем в полтора балла от американцев Танит Белбин/Бенджамин Агосто. В решающем, произвольном танце американские фигуристы дважды ошиблись, в то время как Навка и Костомаров, по оценке Елены Вайцеховской, показали «выдающийся прокат». Судейская оценка была умереннее — 101,37 балла, что ниже рекорда пары — 113,17, однако для олимпийского золота её вполне хватило. «По лицу Кармен текли слёзы счастья», писали восторженные газеты. Весьма эмоциональный номер на романс Марка Минкова и Вероники Тушновой «Не отрекаются любя» с эффектным запоминающимся финалом чемпионы показали в заключительном гала-концерте, впоследствии не раз демонстрировали его в разнообразных представлениях.
После победы на Олимпийских играх в Турине в 2006 году Татьяна Навка и Роман Костомаров приняли решение завершить спортивную карьеру. Сразу же было решено, что пара сохранится и будет продолжать выступать в профессиональных шоу.

## После спорта
После завершения спортивной карьеры Роман вернулся из США в Россию. С 2006 года он является постоянным участником проектов Первого канала, продюсируемых Ильёй Авербухом. Кроме этого, Роман Костомаров попробовал себя в роли актёра. В 2008 году он дебютировал в этом качестве в телесериале «Жаркий лёд», а в 2010 году на экраны вышли сразу 2 фильма с его участием — криминальная драма «Близкий враг» и комедия «На измене».

## Телешоу
- 2006 год — «Звёзды на льду» — в паре с актрисой Екатериной Гусевой дошёл до полуфинала;
- 2007 год — «Ледниковый период» — в паре с актрисой Чулпан Хаматовой одержал победу;
- 2008 год — «Ледниковый период-2» — в паре с актрисой Алёной Бабенко вышел в финал;
- 2009 год — «Ледниковый период-3» — в паре с певицей Юлией Ковальчук занял первое место;
- 2010 год — «Лёд и пламень» — в паре с певицей Сати Казановой занял третье место;
- 2011 год — «Болеро» — в паре с балериной Натальей Осиповой занял второе место;
- 2012 год — «Ледниковый период. Кубок профессионалов»;
- 2013 год — «Ледниковый период-4» — в паре с актрисой Марией Зыковой вышел в финал;
- 2014 год — «Ледниковый период-5» — в паре с актрисой Александрой Урсуляк;
- 2016 год — «Ледниковый период-6» — в паре с актрисой Анжеликой Кашириной;
- 2018 год — член жюри и тренер команды телевизионного проекта «Ледниковый период. Дети» на Первом канале;
- 2020 год — «Ледниковый период-7» — в паре с телеведущей Региной Тодоренко;
- 2021 год — «Ледниковый период-8» — в паре с актрисой Анной Старшенбаум;
- 2022 год — «Ледниковый период-9» — в паре с актрисой Валерией Ланской;
- 2022 год — «Маска» (третий сезон) — участник в костюме Пса. Покинул проект в 2 выпуске, но никто из жюри его не узнал[7];
- 2023 год — «Аватар» (второй сезон) — управлял аватаром Железный Дровосек. Покинул проект в 4 выпуске. Получил приз от зрителей.

### Ледовые спектакли
- 2010 год — «Огни большого города» — Максимилиан.

### Фильмография
- «Жаркий лёд» (2008 год) — Виктор Молодцов.
- «Близкий враг» (2010 год) — Коля.
- «На измене» (2010 год) — частный детектив Краснов («Труп»).
- «Роман Костомаров: Рождённый дважды» (2024 год).
- «Киборг» (2024 год)[8].

## Признания и награды
- Орден Дружбы — за большой вклад в развитие физической культуры и спорта, высокие спортивные достижения (2007)[9].
- Победитель премии журнала ОК! «Больше, чем звёзды» в номинации «Главный герой. Выбор редакции» (2023)[10].
- Спортсмен 2023 года по данным ВЦИОМ[11].

## Личная жизнь
В июне 2004 года Роман Костомаров женился на выступавшей за Австрию русской фигуристке Юлии Лаутовой. В 2007 году они развелись.
До 2013 года состоял в фактическом браке с Оксаной Домниной. 2 января 2011 года у них родилась дочь Анастасия. В декабре 2013 года Домнина сообщила о завершении этих отношений, мотивируя тем, что Роман так и не сделал ей предложение. Однако с февраля 2014 пара снова стала жить вместе, а 25 апреля фигуристы по инициативе Костомарова поженились после семи лет фактического брака. В январе 2016 года у супругов родился сын Илья.

### Состояние здоровья
В начале 2023 года Костомаров заболел обычным гриппом, принимал обезболивающие и занимался самолечением. 8 января, будучи больным, попарился в бане и искупался в проруби, что привело к крайне тяжелому течению болезни. 10 января Костомарова госпитализировали с пневмонией в реанимацию больницы в Коммунарке в крайне тяжёлом состоянии. Тесты на COVID-19
и грипп показывали отрицательные результаты. Более девяти дней спортсмен был подключён к аппарату ИВЛ и введён в медикаментозную кому. С 19 января в состоянии фигуриста началась положительная динамика по части пульмонологии.
Однако длительное подключение к аппарату ЭКМО привело к нарушению кровообращения, вызвавшему проблемы с мелкими сосудами пальцев рук и ног. Началось постепенное отмирание тканей конечностей, и было принято решение об ампутации пальцев ног, где уже распространялась гангрена. 6 февраля была проведена операция с целью убрать некроз. В итоге фигуристу ампутировали обе стопы. Позднее стало известно о более серьёзных ампутациях. Ему поставили инвалидность 1 группы.
26 февраля появились сведения, что пациент стабилен и постепенно выходит из медикаментозного сна, 4 марта — что стал немного двигаться, а 17 марта — что находится в сознании и может говорить.
В последних числах марта распространение некроза было остановлено, физическое и психическое здоровье Костомарова в целом стало улучшаться, и появилась возможность рассуждать о перспективах реабилитации. Спортсмен готовился к протезированию. 26 июня 2023 года Костомаров опубликовал видео тренировки на велотренажёре с протезами на обеих ногах. 6 июля 2023 года в удовлетворительном состоянии был выписан из больницы, всего провёл в Коммунарке 175 дней.
В августе 2023 года спортсмен впервые после ампутации вышел на лёд, приняв участие в шоу Ильи Авербуха. В декабре 2023 года провел первую полноценную тренировку на льду, после ампутации. 17 декабря 2023 года выступил в юбилейном шоу Ильи Авербуха в номере своей жены — Оксаны Домниной.

## Спортивные достижения
с Т. Навкой
| Соревнования/Сезон                         | 1998—1999 | 2000—2001 | 2001—2002 | 2002—2003 | 2003—2004 | 2004—2005 | 2005—2006 |
| Зимние Олимпийские игры                    |           |           | 10        |           |           |           | 1         |
| Чемпионаты мира                            | 12        | 12        | 8         | 4         | 1         | 1         |           |
| Чемпионаты Европы                          | 11        | 9         | 7         | 3         | 1         | 1         | 1         |
| Чемпионаты России                          | 3         | 2         | 2         | 1         | 1         |           | 1         |
| Финалы серии Гран-При                      |           |           |           | 2         | 1         | 1         | 1         |
| Этапы серии Гран-При: Skate America        |           |           | 4         | 2         |           |           |           |
| Этапы серии Гран-При: Skate Canada         |           |           |           |           | 1         |           |           |
| Этапы серии Гран-При: Cup of China         |           |           |           |           | 1         |           | 1         |
| Этапы серии Гран-При: Trophee Eric Bompard |           |           |           |           |           | 1         |           |
| Этапы серии Гран-При: Cup of Russia        | 3         | 4         | 4         | 2         | 1         | 1         | 1         |
| Этапы серии Гран-При: NHK Trophy           | 5         | 6         |           |           |           | 2         |           |

с А. Семенович
| Соревнования/Сезон | 1999—2000 |
| Чемпионаты мира    | 13        |
| Чемпионаты Европы  | 10        |
| Чемпионаты России  | 2         |

с Е. Давыдовой
| Соревнования/Сезон            | 1992—1993 | 1994—1995 | 1995—1996 | 1996—1997 | 1997—1998 |
| Чемпионаты России             |           |           |           | 3         |           |
| Cup of Russia                 |           |           |           | 5         |           |
| Мемориал Карла Шефера         |           |           |           |           | 2         |
| Finlandia Trophy              |           |           |           |           | 2         |
| Чемпионаты мира среди юниоров | 10        | 7         | 1         |           |           |

## Политические взгляды
На президентских выборах 2012 года поддержал кандидатуру Геннадия Зюганова, снявшись в его предвыборном ролике вместе с Жоресом Алфёровым, Сергеем Удальцовым и другими.
24 февраля 2022 года поддержал вторжение России на Украину, оставив в Instagram послание следующего содержания:
За Россию, за мир, за украинцев, которые за мир! Но так долго терпеть западное влияние на всю ситуацию во всем мире, а сейчас с Украиной в своих интересах, это утопия! Россия — не терпила! Россия никогда никого не трогала и не нападала! За мир!
В декабре 2022 года Костомаров включён Украиной в санкционный список лиц, «которые публично призывают к агрессивной войне, оправдывают и признают законной вооруженную агрессию РФ против Украины, временную оккупацию территории Украины».